# 韓桑林
韓桑林（1934年5月25日—），又譯橫山林，柬埔寨政治人物，柬埔寨人民党名誉主席、国会议员。1979年至1992年担任柬埔寨人民共和国的国家元首，1981年至1991年担任柬埔寨人民革命黨總書記。2006年至2023年担任柬埔寨国民议会主席。

## 生平
韓桑林出生於柬埔寨波羅勉省，曾為波爾布特領導的紅色高棉成員，於1975年至1979年間建立红色高棉政權。韓桑林在红色高棉時代擔任過紅色高棉部隊的師長、省委書記。1978年因成為政治清洗對象而逃往越南，并与倒戈的红色高棉士兵组成反波尔布特军队。參與由越南及蘇聯扶持的推翻红色高棉運動。翌年初隨侵柬越軍回國。
赤柬1979年倒台後，韓桑林在越南扶持下，建立起一個新的共產主義政府——柬埔寨人民共和國，並擔任人民革命委員會主席，至1981年成為柬埔寨人民革命黨（現今執政的柬埔寨人民黨的前身）總書記、柬埔寨國務委員會主席。
韩桑林上台后，柬埔寨基本实现了每个公民享有迁徙、言论、婚姻和信仰自由；建立自由市场，恢复商品货币关系；实行8小时工作制，同工同酬；重建学校，开展扫盲运动，重视知识分子；照顾被红色高棉迫害的伤员和革命有功人员；宽大俘虏，因此较得民心。最初韓桑林擁有較大權力，至1985年洪森出任总理後，權力便被削弱。
隨著越南的影響力減少，韓桑林先後於1991年及1992年失去了黨總書記及國務委員會主席職位。
1993年，柬埔寨恢復君主制，西哈努克重祚為王，韓桑林獲封“親王”（Sâmdech）之頭銜，全稱為Samdach Akeak Moha Ponhea Chakrei（សម្តេចអគ្គមហាពញាចក្រី）。他於同年當選國會議員，他也是現在柬埔寨最年長國會議員。韓桑林被柬埔寨人民黨授予榮譽主席稱號。